# Horrebow (Mondkrater)
Horrebow ist ein kleiner Einschlagkrater im Nordwesten der Mondvorderseite zwischen der Wallebene des J. Herschel und dem Nordrand des Mare Frigoris. Im Westen liegt der kleine Krater Robinson. 
Der Kraterrand ist nur wenig erodiert. Der nordöstliche Rand überdeckt den fast gleich großen Nebenkrater Horrebow A.
| Buchstabe | Position           | Durchmesser | Link |
| --------- | ------------------ | ----------- | ---- |
| A         | 59,21° N, 40,53° W | 25 km       |      |
| B         | 58,73° N, 42,94° W | 12 km       |      |
| C         | 56,96° N, 36,04° W | 5 km        |      |
| D         | 57,96° N, 38,84° W | 4 km        |      |
| G         | 59,83° N, 41,87° W | 7 km        |      |

Der Krater wurde 1935 von der IAU nach dem dänischen Astronomen Peder Horrebow offiziell benannt.